# Donovan Werner
Donovan Ragnar Efraim Werner, född den 17 februari 1902 i Milwaukee, Wisconsin, USA, död den 28 december 1988 i Stockholm (Danderyd), var betongtekniker med framträdande befattningar inom svensk forskning och industri.

## Yrkeskarriär
Donovan Werner blev student 1921 vid Djursholms samskola och civilingenjör 1925 vid Kungliga Tekniska högskolan (KTH) i Stockholm som kemist. Han anställdes som privatassistent hos professorn i oorganisk kemisk teknologi Sven Odén (1887–1934), först vid KTH 1925–27, därefter 1927–28 vid Centralanstalten för försöksväsendet på jordbruksområdet, avdelningen för lantbrukskemi (vid Frescati, Stockholm), där Odén då var laboratoriechef.
Werner grundade 1928 tillsammans med Stig Giertz-Hedström (1903–1992) Cementlaboratoriet vid IVA och var dess föreståndare 1928–35. Han grundade 1934 tillsammans med Stig Giertz-Hedström och Ivar Strömberg (1893–1968) AB Vibro-Betong (senare AB Vibro-Verken, slutligen AB Dynapac) och var dess verkställande direktör 1934–39. Han var 1940–48 överingenjör vid Skånska Cement i Limhamn och Malmö med avbrott för året 1941, då han som tillförordnad verkställande direktör för det då nybildade statliga Svenska skifferoljeaktiebolaget ledde uppförandet av dess anläggningar i Kvarntorp (Närke). Han var teknisk direktör vid Skånska Cement AB 1948–1958 i Malmö och Stockholm och slutligen teknisk direktör vid AB Vibro-Verken i Solna 1958–67.
Donovan Werner var styrelseordförande i AB Vibro-Verken med dotterbolag, i AB Elementhus och i Uddeholms AB och styrelseledamot i Skånska Cement AB-Euroc AB och i ett 20-tal andra bolag med anknytning till cementindustrin liksom i ett antal branschsammanslutningar. Han var styrelseledamot i Svenska forskningsinstitutet för cement och betong (CBI) vid KTH i 18 år från dess tillkomst 1942.
Han medverkade också i ett antal statliga utredningar, bland annat Torvutredningen 1946, Bränsleutredningen 1951 och Oljelagringskommittén 1955. Han blev medlem av Oljelagringsrådet 1957 och Elransoneringsnämnden 1959.
Donovan Werner invaldes 1950 i Kungliga Ingenjörsvetenskapsakademien och var ordförande i bland annat dess Industriella råd och i dess Energiutskott. Han var 1960–62 Akademiens Preses.
Redan under studietiden vid KTH blev Donovan Werner genom professor Odéns förmedling engagerad i forskning beträffande hållfastheten hos cement och betong. Efter Cementlaboratoriets vid IVA tillkomst fortsatte dessa studier och kom att – efter en idé av fransmannen Deniau - inriktas på vibreringseffekter på betong och man kunde konstatera bland annat minskad sprickbildning, ökad hållfasthet och lägre cementåtgång. Vibro-Verken kom senare att svara för den praktiska tillämpningen av dessa forskningsrön.
Vibreringstekniken kom emellertid till användning ej endast avseende betong utan också i flera andra sammanhang, bland annat vid jordkomprimering. Forskningschefen vid Vibro-Verken, teknologie doktor Lars Forsblad (1919-2007), disputerade 1963 vid KTH på avhandlingen ”Investigations of soil compaction by vibration” och belönades för sina insatser på detta område 1997 med IVA:s guldmedalj.
Vibro-Verken - Dynapac AB bedrev inom Sverige tillverkning av mekaniska vibreringsverktyg i Ljungby och Karlskrona och hade – förutom i de nordiska länderna – dotterbolag i bland annat Tyskland, Italien, Brasilien och USA. Företaget ingår numera (2018) i Atlas Copco-koncernen och har sitt huvudkontor i Karlskrona.

## Familj
Donovan Werners föräldrar var Per Werner (1870–1955), som var civilingenjör och överingenjör vid Bolinders mekaniska verkstad AB i Stockholm, och Emy Örtegren (1865–1907). Han var gift 1929–1939 med Karin Kjellström (1901–1967), som var filosofie magister i moderna språk. De hade dottern Gunilla, född 1934. Från 1939 var han gift med Anna Nizovsky (1905–1989). De hade sonen Staffan, född 1940, och dottern Annica, född 1946.
Släkten Werners äldste kände stamfader är bonden Per Carlsson, född 1685, död 1759 i Hultsjö socken i nuvarande Sävsjö kommun. Släkten Örtegrens äldste kände stamfader är organisten och klockaren i Örtomta (Östergötland) Anders Fredrik Örtegren, född 1755 i Ekeby-Rinna (Östergötland).
Donovan Werner är begravd på Norra begravningsplatsen utanför Stockholm.